# Naakabeek
Naakabeek (Zweeds – Fins: Naakaoja) is een beek, die stroomt in de Zweedse  gemeente Pajala. De rivier ontvangt haar water voornamelijk in de Naakavallei; een moerassige vallei van de Naakaberg. De beek stroomt naar het noordoosten en belandt in de Ahmarivier. Ze is circa acht kilometer lang. De beek krijgt geen water uit het Naakameer.
Afwatering: Naakabeek → Ahmarivier → Muonio → Torne → Botnische Golf